# Бориславнафтогаз
НГВУ «Бориславнафтогаз» — підприємство нафтогазовидобувної промисловості, що є структурною одиницею «Укрнафта». Підприємство є основним платником податків до бюджету м. Борислава (понад 60%) і до 5 районних та обласного бюджетів.

## Історія

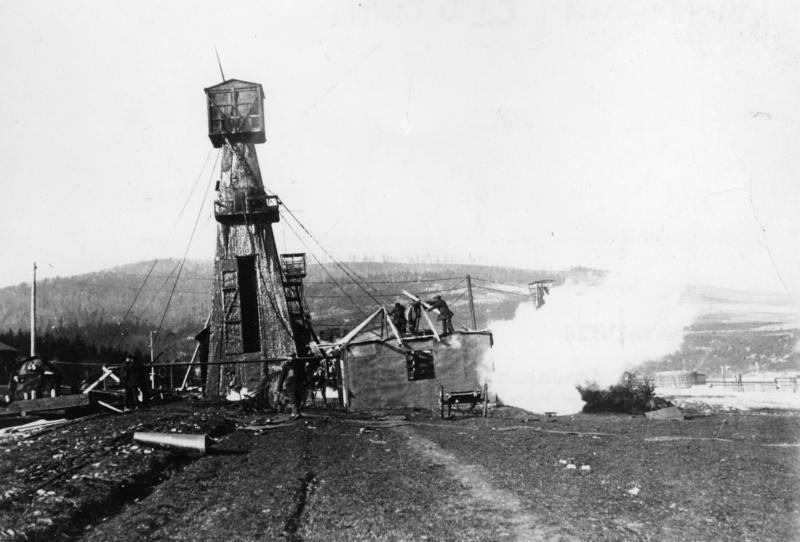
Видобуток нафти у Бориславі (1909)

Видобуток нафти методом буріння вперше почався на околицях Борислава у 1886 року. У 1909 році з родовищ у районі Борислава було видобуто 2 млн. тонн нафти — 5% світового видобутку тих часів.Галичина була на третьому місці з видобутку нафти після США та Росії у світі.
Створено підприємство у 1939 році шляхом переведення на державну форму власності 234-х приватних фірм, правонаступником яких був трест «Укрнафтовидобуток». До нього входили чотири промисли у Бориславі, по одному — у Східниці та Устриках (1950 році переданий Польщі). 
- від 1945р. — об'єднання «Укрнафта»,
- від 1950р. — трест «Бориславнафта» перейменовано у нафтопромислове управління «Бориславнафтогаз». [5]
- від 1954р. — нафтопромислове управління «Бориславнафта»
- від 1970 р. — нафтогазовидобувне управління «Бориславнафтогаз» зі зміною відповідно назв промислів на районно-інженерні диспетчерські служби, потім районно-інженерні технологічні служби, нині - цехи видобутку нафти і газу.

## Діяльність
Предметом діяльності НГВУ «Бориславнафтогаз» є:
- здійснення розробки і експлуатації нафтових, газових і газоконденсатних родовищ, підготовка до реалізації нафти, газоконденсату та газу;
- будівництво і капітальний ремонт об'єктів по видобутку, збору, підготовці, транспортуванню та утилізації нафти, газу, конденсату та води на родовищах;
- капітальний і поточний ремонт нафтових, газових, водозабірних, нагнітальних свердловин, роботи по збільшенню їх продуктивності, інші роботи по обезводненню свердловин, а також постачання природного газу за регульованим та нерегульованим тарифом та здійснення інших видів прибуткової діяльності, що не заборонені законами України, які сприяють виконанню головних завдань НГВУ.

Основними видами діяльності управління є видобуток нафти і попутного газу, видобутого із нафтових свердловин. 

## Структура підприємства

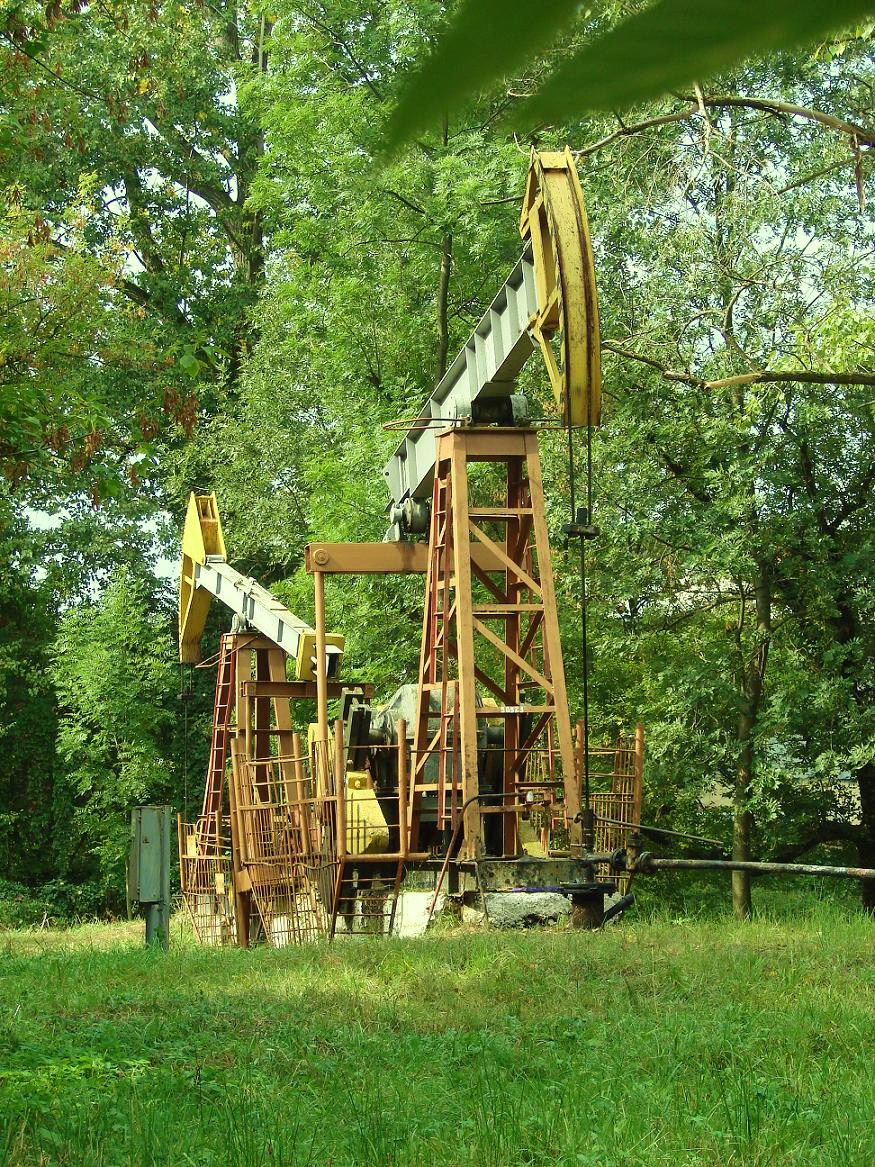
Нафтовидобувні «киваки» у Бориславському міському парку.(2009)

В складі НГВУ «Бориславнафтогаз» знаходяться три цехи по видобутку нафти і газу:
- Бориславський;
- Старосамбірський;
- Орівський;

До складу виробничої структури НГВУ «Бориславнафтогаз» входять також такі виробничі підрозділи:
- цех підготовки і перекачування нафти;
- цех технологічного транспорту;
- база виробничо-технічного обслуговування та комплектації;
- лабораторія промислової хімії;
- ремонтно-будівельна дільниця.

І невиробничі підрозділи:
- житлово-експлуатаційна дільниця;
- відділ робітничого постачання.

## Продукція
Основний вид продукції — сира нафта, що відповідає найкращим світовим зразкам: легка (густина 830-850 кг/м³ з переходом до середньої) і малосіркова (вміст сірки до 0,5%), нафтовий (розчинний) газ з переходом до напівжирного. 
| 2005  | 2006  | 2007  | 2008  | 2009  |
| ----- | ----- | ----- | ----- | ----- |
| 86,6% | 85,2% | 77,7% | 78,6% | 81,8% |

Частка видобутку нафти «Бориславнафтогаз» у загально-українському обсязі змінювалася. 
У 1940 р. — в Україні видобували 353тис.т нафти, з них у Бориславському нафтопромисловому районі (БНПР) — 271,5 тис.т (близько 77%). 
У 1950 р. — в Україні видобуто 290 тис.т, з них у БНПР — 194,3 тис.т (67%). 
У 1971 р. — в Україні досягнуто максимального нафтовидобутку — понад 14 млн.т, з них у БНПР — 420 тис.т (2,9%). 
В останні роки видобуток нафти й конденсату в Україні стабілізувався на рівні майже 4 млн.тон, де частка БНПР складає майже 4%. За забезпеченістю промисловими видобувними запасами нафти НГВУ «Бориславнафтогаз» займає 2-у позицію серед 6 нафтогазовидобувних управлінь ВАТ «Укрнафта», його частка — 20,1%, переважно важковидобувних запасів нафти, родовищ, що знаходяться на пізній або завершальній стадіях розробки. Основним родовищем району є Бориславське нафтогазоконденсатне родовище. 
Воно є унікальним вуглеводневим об'єктом, одним з найбільших, найстаріших, найвідоміших родовищ Європи, одним з центрів світового розвитку нафтопромислової справи.
За оцінкою науковців, ресурси нафти у надрах Львівської області складають ще близько половини від суми видобутої нафти (більше 44 млн.тон) та її промислових видобувних запасів, що сягають 27 млн.тон (станом на 01.01.2000 р.). У 2014 році введено в експлуатацію, на Верхньомасловецькому родовищі, нову свердловину № 100, котра є першою в Карпатах з горизонтальним закінченням стовбуру, завдяки чому нафту можна добувати у великих об'ємах — близько 70 м куб. на добу, хоча її потенціал — до 100 м. куб. Розробка нафтового родовища відбувалася у складних геолого-технологічних умовах. Нафта з цього родовища є відмінної якості, з мізерним вмістом сірки і парафіну — до 7%. Згідно урядової Постанови продаж нафти проводиться на аукціоні в Києві.
Сучасне підприємство «Бориславнафтогаз» займається розробкою 13 родовищ з яких в останній період видобувається близько 100 тис.т нафти і 30 млн.м3 нафтового газу щорічно. Тут працює близько 1,5 тисяч людей різних професій з видобутку, підготовки, транспортування нафти, а також переробки нафтового газу і ремонту свердловин та обладнання. Середній розмір заробітної плати становить 5300 грн. Підприємство є основним платником податків до бюджету м. Борислава (понад 60%) і до 5 районних та обласного бюджетів.

## Розвідка
Головні напрями пошуків нафтогазоносних горизонтів пов'язані з глибинами понад 5 тис.м. До таких ділянок належать Дережицька, Прираточинська, Довголуцька, Соколовецька, Яцьківська, Добромиль-Стрільбицька, Скелівська, Семигинівська. Ведуться геологорозвідувальні роботи виявлених нафтогазових нагромаджень на глибинах до 5 тис.м на Блажівській, Верхньомасловецькій, Страшевицькій, Хащів-Лопушанській, Південно-стинавській та інших ділянках БНПР у різних тектонічних зонах Карпатської нафтогазоносної провінції.

## Керівники підприємства
У різний час керівниками підприємства були: 
- 1950-1959 рр. — Малютін Олексій Михайлович;
- 1959-1962 рр. — Мовін Микола Андрійович;
- 1962-1969 рр. — Бєлоусов М.В.;
- 1969-1975 рр. — Кицун В.П.;
- 1975-1990 рр. — Мацьків Ярослав Степанович;
- 1990-2001 рр. — Копач Ігор Васильович;
- 2001-2006 рр. — Веклюк Олег Йосипович;
- з травня 2006 року —  Михайлишин Ігор Богданович.[8]